# Quintanar de la Orden
Quintanar de la Orden est une commune d'Espagne de la province de Tolède dans la communauté autonome de Castille-La Manche.

## Histoire
La découverte d'une hache paléolithique pourrait être due à un peuplement préhistorique. Des pièces de monnaie romaines ont également été trouvées qui démontreraient l'existence de population à cette époque.
Au Moyen Âge, c'était un hameau peuplé de Mozarabes de Tolède. Après la Reconquête , elle est devenue une partie de l'Ordre de Santiago, faisant partie de la Commune de La Mancha en 1353. Au 16e siècle , elle devient un district judiciaire de la région de La Mancha.
Alphonse XI lui a donné la Charte des Privilèges en 1318, et son fils bâtard Don Fadrique a accordé les Fueros en 1344 et a fondé la Comunidad de la Mancha dont Quintanar est la capitale. L'Ordre de Santiago construit des murs en pisé, jusqu'à trois églises successives sur le site de l'ancienne mosquée et des hôpitaux aujourd'hui disparus, puisque seule la chapelle de celle fondée par Pablo de Mota, La Ermitilla, actuellement salle d'exposition municipale, restes.
L'église gothique plateresque avec une tour défensive, construite à partir de 1544, est dédiée à Santiago de la Espada et possède un retable artistique apporté en 1992 de Tordesillas. Quintanar possédait un important quartier juif autour de sa synagogue, sur laquelle fut édifiée l'Ermita de la Piedad, patronne de la Villa. Après le soulèvement maure, ceux d'Almería et de Grenade ont été dispersés dans La Mancha, s'installant ici principalement dans le quartier de Toledillo, près de l'ermitage de San Sebastián, l'un des quartiers les plus traditionnels de la ville. Berceau et colonie d'hidalgos, qui existait déjà à l'époque de Felipe II. Quintanar conserve plusieurs maisons armoriées ; La principale est la Casa de los Radas (1662), populairement appelée Casa de Piedra, près de l'ermitage de La Piedad.
Pendant la guerre d'indépendance, les Français ont pillé la ville et ils y sont restés de 1808 à 1812. Pendant la première guerre carliste, les habitants de Quintana Roo ont résisté à l'attaque des troupes de Cabrera, donc le Villa a reçu le titre de Villa Muy Leal en 1836, accordé par Élisabeth II .
À la fin du XIXe siècle et au début du xxe, elle connut un renouveau industriel notable, mettant en évidence les muletiers, qui apportèrent les produits Manchego dans tous les coins de l'Espagne ; Ceux-ci utilisaient un jargon spécial appelé calo, et la soi-disant Plaza de los Carros leur est dédiée.
Depuis 1909, la municipalité disposait d'une liaison ferroviaire par la ligne Villacañas-Quintanar de la Orden , dont le parcours se terminait dans la ville, où elle disposait d'une gare . En plus de relier avec d'autres municipalités de la région, à partir de 1929, la ligne a permis la connexion de Quintanar de la Orden avec le reste du réseau ferroviaire espagnol. Ce petit chemin de fer est resté opérationnel jusqu'à sa fermeture en 1985, avant d'être démantelé.

## Administration
| Période                                  | Période | Identité | Étiquette | Qualité |
| ---------------------------------------- | ------- | -------- | --------- | ------- |
|                                          |         |          |           |         |
| Les données manquantes sont à compléter. |         |          |           |         |

## Personnalités
- Rafael Alfonso Escudero López-Brea, né en 1962, évêque au Pérou